# Антун Миловић
Антун Миловић (1934—2008), привредник и друштвено-политички радник СР Хрватске.

## Биографија
Рођен је 22. децембра 1934. године у Врпољу код Славонског Брода. По занимању привредник и политичар.
Завршио је Факултет машинства и бродоградње у Загребу 1964. године. Од 1974. године био је генерални директор предузећа „Ђуро Ђаковић“, а од 1984. до 1986. године председник Привредне коморе Хрватске.
Од 10. маја 1986. обављао је функцију председника Извршног већа Сабора СР Хрватске до вишестраначких избора 30. маја 1990. године. Од 1991. године био је директор холдинга „Ђуро Ђаковић“.
Умро је 11. децембра 2008. године у Славонском Броду.
Године 2009, постхумно је био одликован Редом хрватског плетера за значајан допринос развитку и угледу Републике Хрватске и добробити њезиних грађана.